# Crítica artística
Crítica artística é o processo de descrever, analisar, interpretar e julgar obras de arte. Diferencia-se da crítica de arte (que incide sobre as artes visuais), devido à sua dimensão mais lata. As disciplinas de artes crítica pode ser definido pelo objeto a ser considerado ao invés da metodologia (através da análise de sua filosofia): edifícios (arquitetura crítica), pinturas (artes visuais, crítica), apresentações (dança, crítica, crítica de teatro), música (música de jornalismo), meios de comunicação visual (crítica de cinema, de televisão, de crítica), ou de textos literários (crítica literária).
A crítica das artes pode ser dividida em dois tipos. Há críticas acadêmicas como as encontradas em trabalhos acadêmicos e revistas especializadas, depois há críticas de natureza mais jornalística (muitas vezes chamadas de "crítica") que são vistas por um público mais amplo através de jornais, televisão e rádio. A crítica acadêmica será de natureza mais vigorosa e analítica do que a jornalística, o jornalista pode até se concentrar em entreter o leitor às custas dos detalhes sobre a arte em discussão.